# Ga Gubeundari
Ga Gubeundari là ga tàu điện ngầm trên Tuyến tàu điện ngầm Seoul số 5 tại Gangdong-gu, Seoul.

## Bố trí ga
| Gil-dong ↑ |
| \| W/B     |
| ↓ Myeongil |

| Hướng Tây  | ●Tuyến 5 | ← Hướng đi Banghwa            |
| Hướng Đông | ●Tuyến 5 | → Hướng đi Hanam Geomdansan → |